# Шумилин, Александр Ильич
Александр Ильич Шумилин (1 марта 1921 года, Москва — 17 июля 1983 года, Москва) — советский офицер, гвардии капитан, участник Великой Отечественной войны, автор фронтовых мемуаров «Ванька-ротный».

## Биография
Родился в 1921 году  Москве в семье инвалида Гражданской войны, пожарного Московского Кремля Ильи Шумилина. С октября 1939 по август 1941 года — курсант Московского пехотного училища имени Верховного Совета РСФСР.

### ВВеликой Отечественной войне
В сентябре 1941 назначен командиром взвода 3-й роты в 297-й отдельный пулемётно-артиллерийский батальон, Резервный фронт; в должности до октября 1941 года. В октябре 1941 года в связи с расформированием предыдущей части назначен командиром пехотной роты – 5-я рота, 2-й батальон, 421-й стрелковый полк, 119-я стрелковая дивизия, Калининский фронт; в должности до января 1942 года. Снят с должности за «самострел» двух рядовых роты. В январе 1942 назначен на должность адъютанта батальона – 2-й батальон, 421-й стрелковый полк, 119-я стрелковая дивизия, Калининский фронт; в должности до марта 1942 года.
С марта 1942 года командир отдельной дивизионной пулемётной роты – штаб дивизии, 17-я гвардейская стрелковая дивизия (бывшая 119-я стрелковая дивизия), Калининский фронт; занимал эту должность до сентября 1942 года. С сентября 1942 года — начальник штаба – 4-й гвардейский отдельный пулемётный батальон, 17-я гвардейская стрелковая дивизия, Калининский фронт; в должности до марта 1943 года.
В феврале 1943 года вступил в ВКП(б).
С марта 1943 года — помощник начальника штаба по разведке – 52-й гвардейский стрелковый полк, затем – 48-й гвардейский стрелковый полк, 17-я гвардейская стрелковая дивизия, Калининский фронт, с октября 1943 года — 1-й Прибалтийский фронт; в должности до тяжелого ранения 15 апреля 1944 года; до октября 1944 года — на излечении по ранению.
С октября 1944 по январь 1945 — помощник военного коменданта – 3-й Белорусский фронт, город Лида, Белоруссия. С января по март 1945 года — помощник военного коменданта – 3-й Белорусский фронт, комендатура № 217, город Велау, Восточная Пруссия. С марта по сентябрь 1945 года — помощник военного коменданта – Северная группа войск, комендатура № 218-219, город Тчев, Польша. С сентября 1945 года по март 1946 года — военный комендант – Северная группа войск, комендатура № 146, город Алленштайн, Восточная Пруссия.
Уволен с военной службы 17 марта 1946 года.

То, что Александр Ильич Шумилин почти всё время на передовой, хотя и с многими ранениями и контузией, провоевал чуть не три года(!), пока его не изувечило на противотанковой мине, это по времени просто сверхъестественное «везение», мистика! Приходит на ум, что сам Господь Бог или, иначе, судьба, для того и сохраняли его, проведя через все круги военного ада, чтобы он оставил свою потрясающую, пропахшую порохом, махоркой, портянками и водкой безыскусственную память о войне.
— Вельяминов Г. М., участник и инвалид Великой Отечественной войны,
доктор юридических наук, профессор,
автор воспоминаний «Война снизу. Солдатские мемуары».

### Воинские звания и ранения
- Лейтенант — приказ по войскам МВО № 00519 от 07.09.1941
- Гвардии старший лейтенант — приказ 41 Армии Калининского фронта № 0186 от 27.07.1942
- Гвардии капитан — приказ по Калининскому фронту № 0573 от 18.06.1943

Пять раз ранен, причём 15 апреля 1944 года — тяжело. Инвалид Великой Отечественной войны.

### Послевоенные годы
После войны Александр Шумилин работал начальником секции в Московском НИИ приборостроения, затем — в системе «Мосводоканала», перед смертью продолжительно и тяжело болел.
Скончался 17 июля 1983 года. Прах захоронен на Николо-Архангельском кладбище.

## Литературное творчество
В 1970-е — 1980-е работал над созданием книги мемуаров «Ванька-ротный», повествующей о событиях на фронтах Великой Отечественной войны — в частности, о Ржевской битве. События августа 1941 года — апреля 1944 года показаны Шумилиным как непосредственным свидетелем происходившего. Автор работал над рукописью в течение восьми лет – вплоть до самой смерти. Основным источником хронологии событий были письма с фронта, а основной целью, избранной автором, — изложение фактической правды о войне, как видел её лично и непосредственно он, увековеченье памяти солдат и младших командиров Красной Армии, вынесших на себе основное бремя войны.
Общий объём рукописи превышает 1200 машинописных листов. При жизни автора книга не была издана. Благодаря усилиям Николая Шумилина (сына автора) книга увидела свет.
Книга издана в 2011, 2016, 2017, 2020 годах.

### Избранные отзывы на книгу «Ванька-ротный»
Воспоминания Шумилина целиком, насквозь неполиткорректны! Где ведущая и вдохновляющая роль нашей славной компартии? Где сердечная дружба народов? Где клики: «За Родину, за Сталина!»? Вместо всего этого — завшивевшие, голодные, плохо вооруженные и безрассудно губившиеся солдаты. Увы, иногда совсем не «победительные». Получается, что уже закрепившаяся в нашем сознании прекрасная, радостная картинка победоносной войны «искажена» и «охаяна». Прямо-таки святотатство! […] Воспоминания Шумилина истинно бесценны, они не только живое свидетельство войны, но и в целом всей эпохи. Это хорошее противоядие и от бытующего неосталинизма. Без преувеличения, это подлинно уникальный, исторический документ, гораздо более драгоценный, чем выспренние, более похожие на архивные справки, заказные мемуары иных тогдашних военачальников.
— Вельяминов Г. М., участник и инвалид Великой Отечественной войны,
доктор юридических наук, профессор,
автор воспоминаний «Война снизу. Солдатские мемуары».